# 4340 Dence
4340 Dence (1986 JZ) là một tiểu hành tinh vành đai chính được phát hiện ngày 4 tháng 5 năm 1986 bởi Carolyn S. Shoemaker ở Đài thiên văn Palomar. Tênd in honor thuộc Michael R. Dence executive director thuộc Royal Society of Canada.